# Route départementale 25 (Essonne)
Pour les articles homonymes, voir Route départementale 25.
La route départementale 25 est une route départementale située dans le département français de l'Essonne et dont l'importance est aujourd'hui restreinte à la circulation routière locale.

## Itinéraire
La route départementale 25 permet de relier le bourg Montlhéry au fleuve la Seine par la vallée de l'Orge.
- Montlhéry, elle démarre au nord de la commune, à l'intersection avec la route départementale 133.
- Longpont-sur-Orge, elle entre par l'ouest du territoire et prend l'appellation de Rue de Paris, à proximité de l'hôtel de ville, elle devient la Rue du Docteur-Darier avant de quitter la commune en traversant la rivière l'Orge par un pont.
- Sainte-Geneviève-des-Bois, elle entre par l'ouest et devient la Route de Longpont, elle traverse la Place du Président-Franklin-Roosevelt et passe à proximité de la gare de Sainte-Geneviève-des-Bois puis longe la ligne C du RER d'Île-de-France avant de quitter la commune.
- Villemoisson-sur-Orge, elle entre par le sud et devient la Route de Montlhéry à Choisy-le-Roi, à son entrée en centre-ville elle est divisée en deux voies à sens unique, l'une prend l'appellation d' Avenue du Maréchal-Galliéni et l'autre de Rue de la Garenne. Elles se rejoignent pour passer sous la voie ferrée et devenir la Route de Longpont puis l'Avenue Hérault-de-Séchelles avant de rencontrer la route départementale 117 avec laquelle elle partage une partie du tracé pour devenir la Route de Corbeil, jusqu'à quitter le territoire en traversant à nouveau l'Orge.
- Épinay-sur-Orge, elle prend l'appellation de Route Départementale et passe une seconde fois sous la ligne C du RER et traverse la rivière l'Yvette puis passe sous la ligne de Grande Ceinture avant de quitter la commune.
- Savigny-sur-Orge, elle entre par l'ouest du territoire en devenant la Rue de Grand Vaux, retraverse à nouveau l'Yvette avant de partager un échangeur autoroutier avec l'autoroute A6 et de devenir la Rue Henri Dunant, elle rencontre la route départementale 167 et ainsi devenir le Boulevard Aristide Briand jusqu'à sa sortie du territoire.
- Juvisy-sur-Orge, elle prend l'appellation d'Avenue Gabriel Péri jusqu'au Carrefour de la Pyramide qui marque l'intersection avec la route nationale 7.
- Athis-Mons, elle devient alors l'Avenue Jules Vallès jusqu'à la Place Lucien Midol où elle devient la Rue Paul Vaillant-Couturier puis à partir de la Place de l'Église la Rue Robert Schuman. Elle rencontre la route départementale 118 puis s'en écarte en conservant la même dénomination, jusqu'à ce qu'elle devienne plus loin l' Avenue de l'Europe, elle quitte le territoire pour poursuivre son tracé à Villeneuve-Saint-Georges sous l'appellation de Rue du Maréchal-Foch.

## Pour approfondir